# انظر في كلا الاتجاهين (رواية)
انظر في كلا الاتجاهين: حكاية تُروى في عشر مجاميع هي رواية للشباب من تأليف جيسون رينولدز ورسم ألكسندر ناباوم، نشرتها دار كتب أثينيوم للنشر في 8 أكتوبر 2019. الروايةهي الأكثر مبيعًا في نيويورك تايمز،  وصلت إلى نهائيات جائزة الكتاب الوطني لأدب الشباب (2019)،  كتاب الشرف لجائزة كوريتا سكوت كينج (2020)،  وحصلت على وسام كارنيجي (2021)). 

## الاستقبال
تعتبر رواية "انظر في كلا الاتجاهين" من أكثر الكتب مبيعاً وفق قائمة نيويورك تايمز.
تلقت الرواية تقييمات مميزة من مجلة بابليشرز ويكلي  مجلة سكول لايبراري جورنال  ومجلة قائمة الكتب  وكتاب القرن  وكيركس،  بالإضافة إلى مراجعة إيجابية من الوعي بالرف. 
أشار روني خوري من مجلة بوكليست إلى الرواية بأنها "رواية القصص في أفضل حالاتها تحفة حقيقية". 
لاحظت مراجعات كيركس أن "المجموعة بأكملها مليئة بالفكاهة والشفقة والنضال البطولي من أجل التطور." اتفقت  بيبليشرز ويكلي مع هذا الرأي، قائلةً إن "كل قصة تتناغم مع الأصالة العاطفية والتعاطف، وليس قدراً صغيراً من الفكاهة التي تدغدغ الأضلاع يعوض أحيانًا الحقائق الحلوة والمرة في حياة الشخصيات." 
وصفت كايلا باتيرنو من شيلف أويرنس الرواية بأنها "استكشاف ذكي وغير تقليدي للتجارب السرية والمحن التي يتعرض لها طلاب المدارس المتوسطة"، مشيرة إلى أن "الحكايات المتصلة والمتشابكة لا تُحتوى بدقة ولا تكتمل في النهاية بل تُترك غامضة، مما يسمح للقراء تقرير ما سيحدث بعد ذلك."
تلقت النسخة الصوتية من الرواية، التي قدمها هيذر أليسيا سيمز وباهني توربين ويناير لافوي وآخرون، مراجعة مميزة من مجلة بوكليست، الذين لاحظوا أن القراء يعكسون شجاعة [الشخصيات] وعرقها. كما أنها تمنحهم الضعف والعزم المفاجئ أثناء مواجهتهم للمشاكل اليومية. " 
"كل شخصية من شخصيات رينولدز متطورة للغاية ولا تُنسى بحيث يمكن ملاحظتها بسهولة كلاعبين في الخلفية في المقالات القصيرة للآخرين."شيلف اويرنس
اختيرت "انظر في كلا الاتجاهين" كأحد أفضل كتب الأطفال لهذا العام من قبل تقييمات كيركس  وNPR  ومكتبة شيكاغو العامة  وصحيفة نيويورك تايمز  ومجلة تايم  وعرض اليوم  ومركز دراسة أدب الأطفال متعدد الثقافات،  ومجلة المكتبة المدرسية والناشرون الأسبوعيون. 

### الأوسمة
| سنة  | الاحتفاء                                                        | النتيجة                | المرجع        |
| ---- | --------------------------------------------------------------- | ---------------------- | ------------- |
| 2019 | اختيار المحررين لقائمة الكتب لصوت الشباب                        | اختيار                 | [ 20 ]        |
| 2019 | اختيار محرري قائمة الكتب لكتب الشباب                            | اختيار                 | [ 21 ]        |
| 2019 | جائزة الكتاب الوطني لأدب الشباب                                 | تأهّل للتصفيات النهائية | [ 1 ] [ 3 ]   |
| 2020 | جمعية خدمة المكتبات لكتب الأطفال البارزة للأطفال                | اختيار                 | [ 22 ]        |
| 2020 | جمعية خدمة المكتبات لتسجيلات الأطفال البارزة للأطفال            | اختيار                 | [ 23 ] [ 24 ] |
| 2020 | جائزة كوريتا سكوت كينغ للمؤلف                                   | شرف                    | [ 4 ]         |
| 2020 | جائزة جودي لوبيز التذكارية لأدب الأطفال                         | الفائز                 | [ 25 ]        |
| 2020 | اختيارات YALSA السريعة للقراء الشباب البالغين الممانعين للقراءة | اختيار                 | [ 26 ]        |
| 2021 | وسام كارنيجي                                                    | الفائز                 | [ 5 ]         |
| 2021 | كتب YALSA الصوتية الرائعة للشباب                                | اختيار                 | [ 27 ]        |